# Miguel Cabello Balboa
Miguel Cabello de Balboa (geb. 1535 in Archidona, Málaga; gest. 1608 in Camata, Bolivien) war ein spanischer Geistlicher  und Chronist. Der ehemalige Soldat dient als Missionar in Amerika und ist der Verfasser der Miscelánea antártica (fertiggestellt 1586), einer handschriftlichen Chronik der prä-hispanischen Vergangenheit. Verschiedene andere seiner Veröffentlichungen gingen verloren.

## Miscelánea antártica
Die bis zum 19. Jahrhundert unveröffentlichte Miscelánea antártica ist eine handgeschriebene Chronik der vorspanischen Vergangenheit Perus. Es ist außergewöhnliches historisches Dokument eines ehemaligen Soldaten, der als Missionar in Amerika diente. Seine Chronik verwebt die europäische Vergangenheit mit den Fakten und Legenden der Inkas. Er berichtet in seinen Geschichten sehr abwechslungsreich und höchst unterhaltsam von der Erschaffung der Welt und ihrer Aufteilung unter den Söhnen Noahs nach der Sintflut bis zum Tod Atahualpas im Jahr 1532. Den Feldzügen Alexanders des Großen oder der Kaiser von Byzanz folgen Reisen und Entdeckungen der Inkas oder zahlreiche Abschweifungen über deren Bräuche und Riten.
Sie wurde vom Instituto Etnológico (Facultad de Letras) der Universidad Mayor de San Marcos in Lima herausgegeben, wobei dem Text eine Einleitung zu Leben und Werk des Autors vorangestellt wurde.

## Ausgaben
- Miscelánea antártica : una historia del Perú antiguo. UNMSM. Lima 1951, Digitalisat
- Henri Ternaux-Compans [Herausgeber]: Histoire du Pérou inédite par Miguel Cavello Balboa. Publiée ... en français par H. Ternaux-Compans. Paris, 1840 (Voyages, relations et mémoires 15)
- Miscelánea antártica. Ed. Isaías Lerner. Clásicos Andaluces. Seville: Fundación José Manuel Lara, 2011. ISBN 978-84-96824-81-2 (cambridge.org)